# Georg I. (Veldenz)

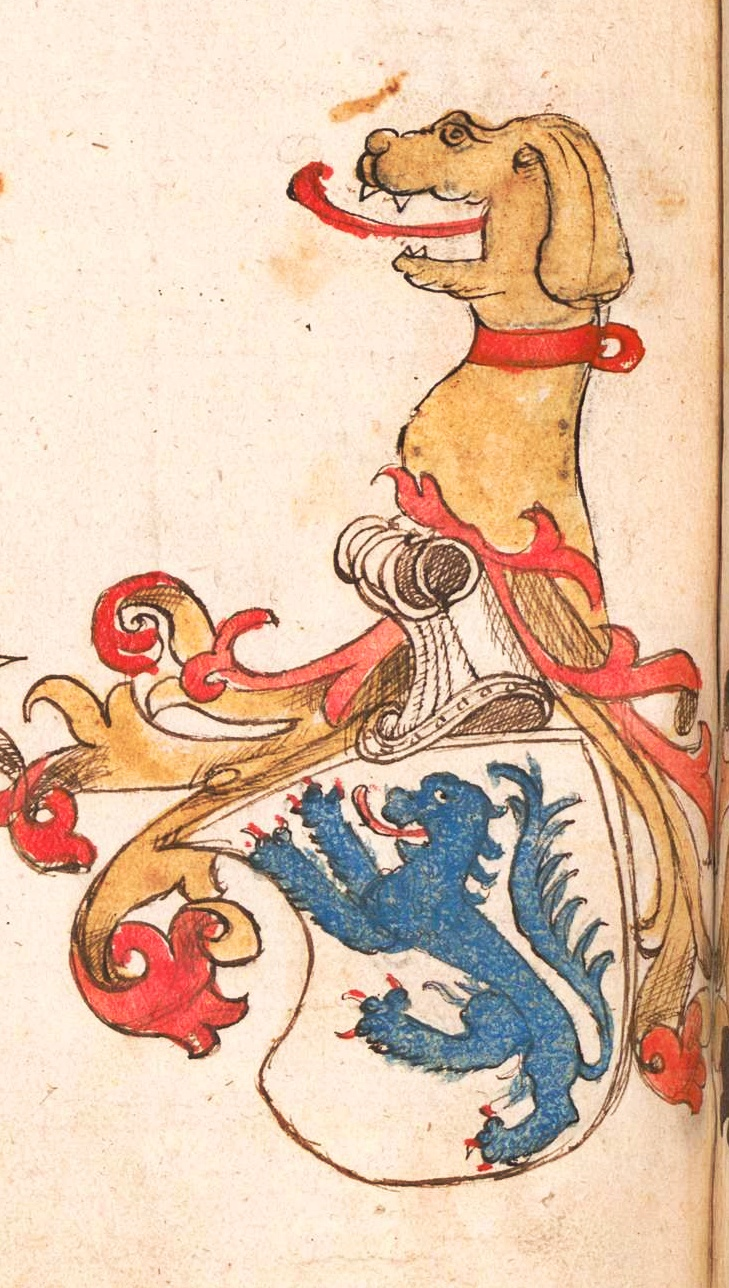
Wappen der Grafen von Veldenz

Georg I. von Veldenz (* im 13. Jahrhundert; † 1347) war regierender Graf von Veldenz und königlicher Landvogt im Speyergau.

## Herkunft und Familie
Sein Vater Graf Heinrich I. von Hohengeroldseck († 1298) hatte sich in zweiter Ehe mit Agnes von Veldenz, Erbtochter der gleichnamigen Grafschaft verbunden. Sie war die Großnichte des Mainzer Erzbischofs Gerhard I. von Dhaun und des Freisinger Bischofs Konrad II.; namhafte Cousins ihres Vaters Gerlach V. von Veldenz sind der oberdeutsche Templer-Provinzmeister Friedrich Wildgraf von Kyrburg sowie Bischof Emicho Wildgraf von Kyrburg.
Nachdem die ursprünglichen Veldenzer 1259 im Mannesstamm ausstarben und Heinrich I., mit seiner Frau als Erbin, die Veldenzer Regierung übernahm, nannte er sich Graf von Veldenz. Auch sein Sohn Georg trug diesen von der mütterlichen Linie übernommenen Geschlechtsnamen.
Georgs Bruder Walram von Veldenz amtierte ab 1328 als Bischof von Speyer und starb 1336.

## Leben

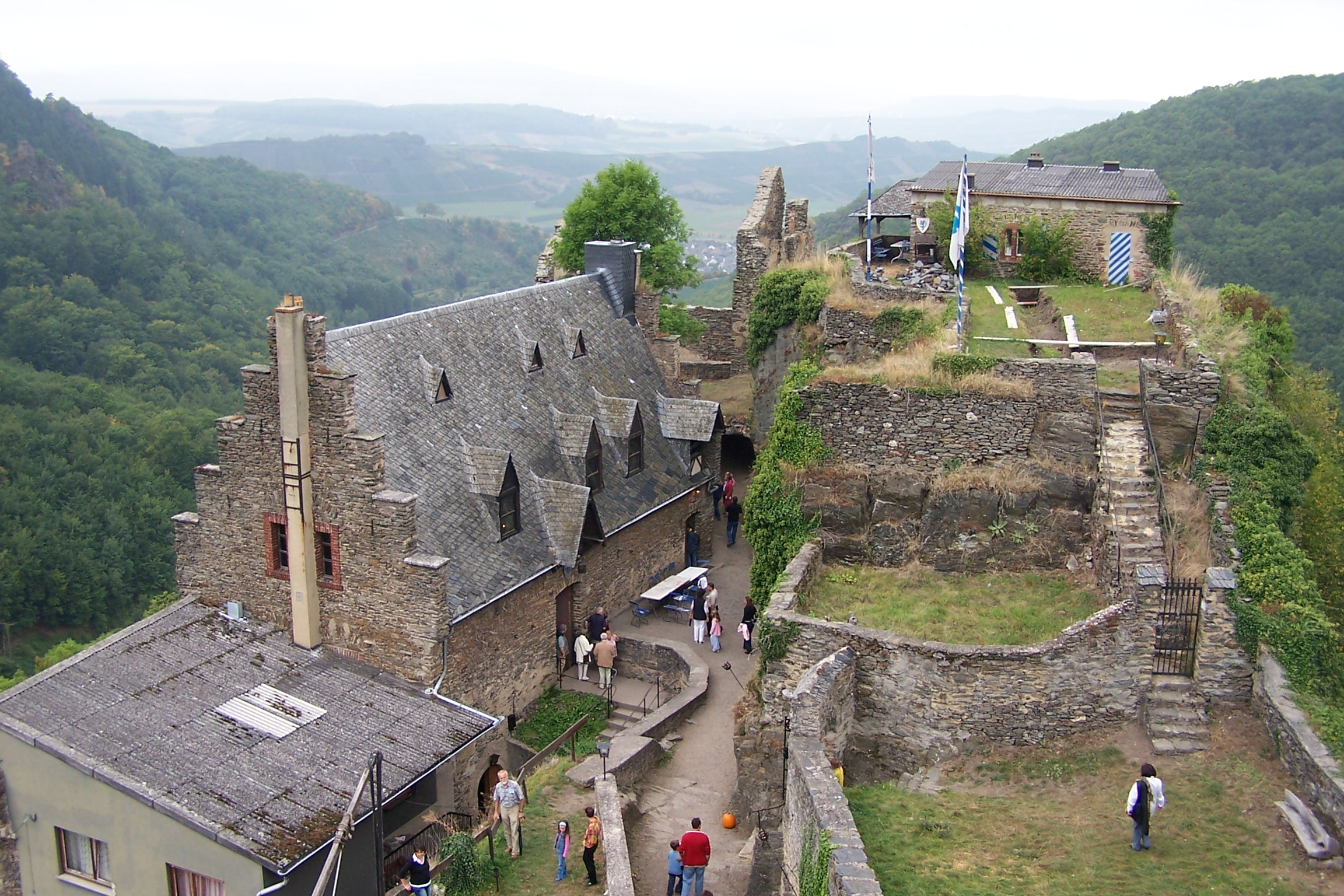
Die Stammburg, Schloss Veldenz

Mit dem Tod seines Vaters übernahm Georg I. 1298 die Regierung in der Grafschaft Veldenz. Die Mutter war bereits 1277 gestorben. Er ließ die Stammburg Schloss Veldenz großzügig ausbauen und erhielt 1315 von König Ludwig IV. die Erlaubnis sein Dorf Meisenheim zu befestigen sowie die Verleihung des Oppenheimer Stadtrechtes für die Veste (orientiert an der Rechtsordnung von Frankfurt am Main). Dadurch und durch die Anlage der dortigen Burg schuf Graf Georg I. die Grundlagen zur späteren Entwicklung der Gemeinde als Mittelzentrum.
Spätestens ab 1309 erscheint Georg von Veldenz als königlicher Landvogt im Speyergau, womit er ein bedeutsames Reichsamt innehatte. In dieser Eigenschaft residierte er zu Germersheim. Der neue König Heinrich VII. bestätigte ihn 1309 urkundlich in diesem Amt, vermutlich hatte er es jedoch schon unter seinem Vorgänger Albrecht I. angetreten und behielt es bis mindestens 1315. In seiner Einsetzungsurkunde von 1309 erhielt er die Auflage binnen eines Jahres Bauarbeiten im Wert von 1200 Pfund Hellern an den Reichsburgen Trifels und Neukastel vorzunehmen.
Der Veldenzer fungierte ab 1321 als Reichsburgmann in Kaiserslautern und erhielt zur Belohnung für seine dem Land geleisteten Dienste das dortige Geleitrecht als Burglehen.
Der Graf ließ auf Burg Lichtenberg den Ostpalas an der Nordseite der Oberburg mit einer Altarnische in Richtung Osten errichten. 1345 bestätigte ihm Bischof Heinrich III. von Mainz die Stiftung einer von ihm dotierten ewigen Messe in der Burgkapelle, womit vermutlich die der Muttergottes und dem Hl. Georg geweihte Kapelle über dem Eingangstor der unteren Burg gemeint ist.

## Ehe und Nachkommen
Georg I. von Veldenz war verheiratet mit Agnes von Leiningen, Tochter von Graf Friedrich IV. von Leiningen, seinem Vorgänger als Landvogt im Speyergau und Enkelin von Graf Friedrich III. Der Bruder der Gattin, Emich von Leiningen, amtierte 1314–1328 als Bischof von Speyer.

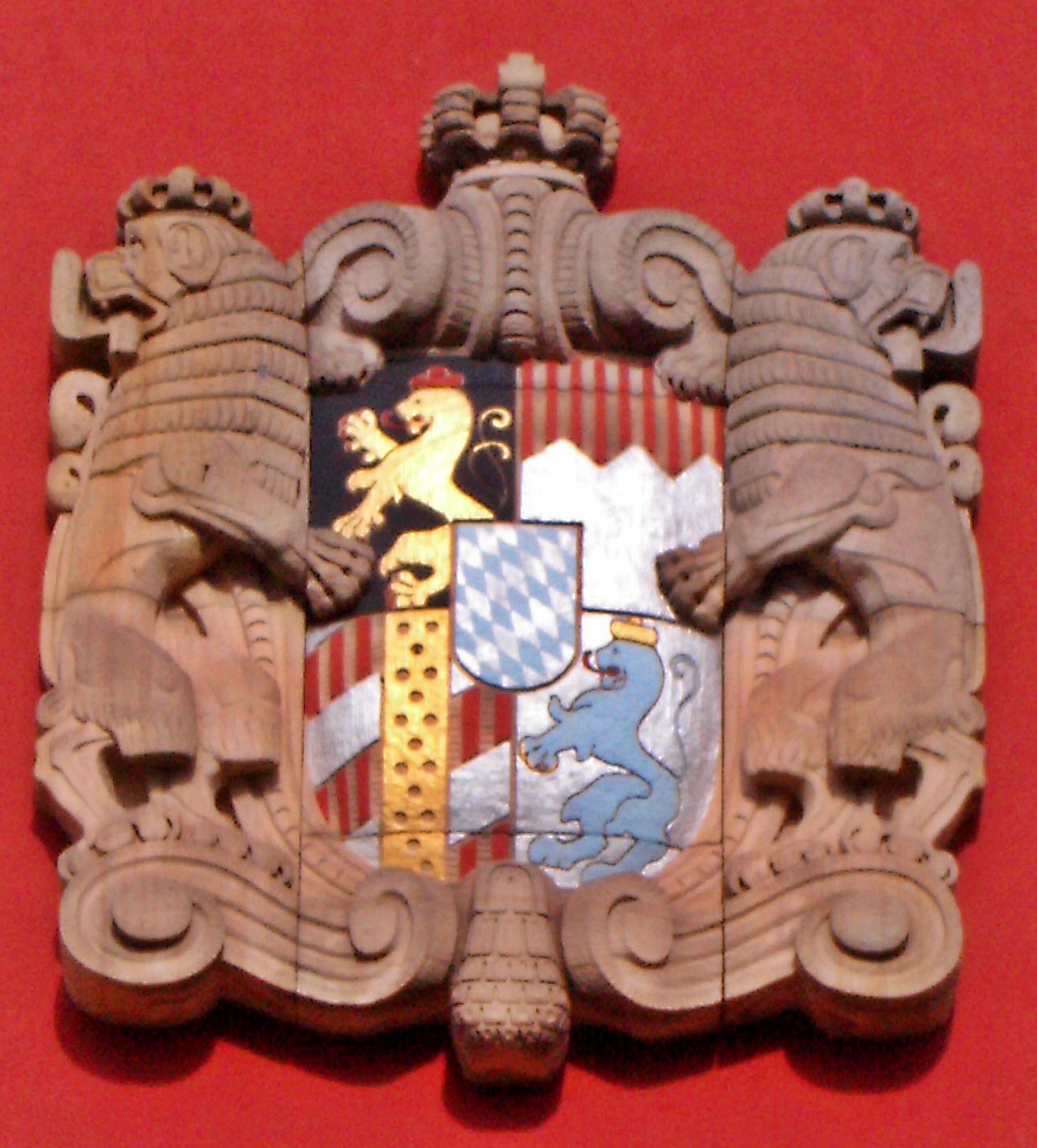
Staatswappen des Königreichs Bayern, mit blauem Veldenzer Löwen

Das Paar hatte mehrere Kinder, darunter den Erbsohn Heinrich II., der mit Agnes von Sponheim, Tochter Grafen Simon II. von Sponheim verheiratet war. Er führte dieses zweite Veldenzer Grafengeschlecht fort und seine Urenkelin Anna von Veldenz ehelichte bei seinem Erlöschen den Wittelsbacher Stefan von Pfalz-Simmern-Zweibrücken. Damit wurde das Veldenzer Geschlecht zwar wieder nur weiblicherseits fortgesetzt, aber sein altes Wappen, der blaue Löwe auf silbernem Grund, gelangte dadurch später zu überregionaler Bedeutung als Bestandteil des Staatswappens im Königreich Bayern.
Ein weiterer Sohn war Friedrich I., vermählt mit Blancheflor († 1358), Tochter des Grafen Johann II. von Sponheim-Starkenburg und Großnichte (mütterlicherseits) des Königs Rudolf von Habsburg. Er residierte auf der Michelsburg, starb aber schon am Karfreitag 1327, wurde in der Propsteikirche St. Remigius bei Haschbach beigesetzt und seine Grabplatte mit Ganzfigur ist dort erhalten.
Agnes von Veldenz geb. von Leiningen starb am 7. August 1346, als Todesjahr ihres Gatten Georg I. von Veldenz wird allgemein 1347 angegeben. Unter den Grafen von Veldenz ist er durch seine herausgehobene Reichsstellung einer der bedeutendsten.